# 座頭市喧嘩太鼓
『座頭市喧嘩太鼓』（ざとういちけんかだいこ）は、1968年の日本映画。勝新太郎の代表作、座頭市シリーズの第19作。

## 配役
- 座頭市：勝新太郎
- お袖：三田佳子
- 柏崎弥三郎：佐藤允
- 猿屋宗助：西村晃
- 草津の新吉：藤岡琢也
- お早：ミヤコ蝶々
- 鈴屋の蝶次：戸浦六宏
- 徳次：大川修
- お仙：曽我町子
- 達磨落しの長八：玉川良一
- 明神の佐七：五味龍太郎
- 宇の吉：水上保広
- 勘造：伊達岳志
- 井川大作：木村元
- 女衒の金助：杉山昌三九

## スタッフ
- 監督：三隅研次
- 原作：子母沢寛
- 脚本：猿若清方　杉浦久　吉田哲郎
- 撮影：森田富士郎
- 録音：海原幸夫
- 照明：黒川俊二
- 美術：内藤昭
- 音楽：池野成
- 編集：谷口登司夫

## 併映作品
- 『女賭博師みだれ壷』: 田中重雄監督